# アンティゴネー・コスタンダ
アンティゴネー・コスタンダ(Antigone Costanda, アラビア語: أنتيجون كوستان, ギリシア語: Αντιγόνη Κωνσταντά)は、エジプトのモデル、インテリアデザイナー。1954年、ミス・ワールド優勝（エジプト代表として、また、アフリカ諸国代表として初）。
名前について、コンスタンダ（Constanda）とする報道もある。ギリシャ文字の音訳もコンスタンダに近いが、ここではミス・ワールド公式サイトに従う。

## 経歴
1934年頃、アレクサンドリアに生まれる。
1953年、ミス・エジプト1953で優勝。ただし食品店を営む一家は裕福とは言えず、ミス・ワールドに参加するための旅費を負担できなかった。ミス・エジプト準優勝のマリナ・パパエリアがロンドンに送られ、ミス・ワールド1953で3位入賞。
彼女はDaily Express紙に不満をぶちまける「マリナはミス・エジプトで私に負けたのよ。ミス・ワールドの王冠を所有する権利などないわ！主催者に損害賠償を請求してやる！」。主催者（エリック・モーリー）は答えた。「コスタンダ嬢は来年ミスワールドになる資格はある。－落ち着いてさえくれれば」。
1954年、エジプト政府観光局は、彼女のためにミス・ワールド参加の旅費を負担することは国家のための投資と判断。1954年10月8日、ロンドンで開催されたミス・ワールド1954で優勝。
スエズ運河をめぐってエジプトと英国の間に緊張が高まっていたため、1955年の世界大会（ロンドンで開催）に、彼女は出席できなかった。ミス・ワールド1955は英国の女優ユーニス・ゲイソンによって戴冠された。

### その後
ミス・ワールド以前から彼女はモデルとして知られ、多くの出版物に写真を載せてきたが、ミス・ワールド以降はさらに中東・フランス・イタリア・ギリシャで人気を博す。
1956年、イタリア映画『Donne sole』に出演。
後にインテリアデザインに手を染め、商業ビルの内装業者を経営する。
2006年、ミス・エジプト審査員。
ギリシャ語、英語、イタリア語、フランス語を流暢に話す。